# Olympiahaus

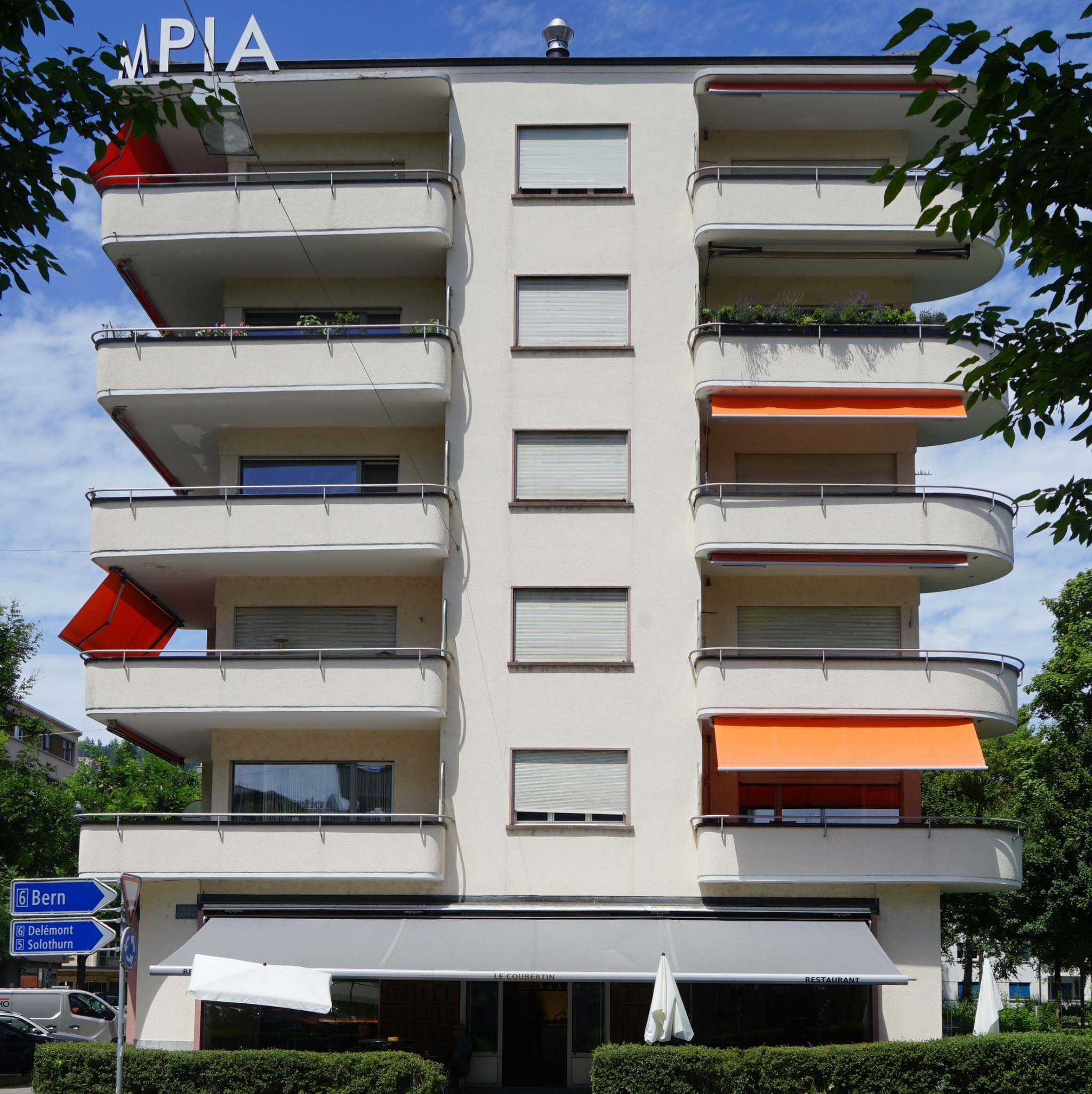
Olympiahaus (2022)

Das Olympiahaus ist ein Wohn- und Geschäftshaus in Biel (französisch Bienne) im Kanton Bern in der Schweiz. Es wurde von Primo Taini und Carlo Cattoni entworfen und 1938 errichtet. Das Bauwerk der «Bieler Moderne» wurde 2007 unter Denkmalschutz gestellt.

## Lage
Das Bauwerk befindet sich im Quartier Neustadt Süd (Nouvelle ville sud) südlich der Schüss. Es ist Teil der «Baugruppe T» (Bahnhofquartier) und liegt als Eckhaus an der Murtenstrasse (Nummer «41»). Der «voluminöser Kubus» prägt als «überzeugender Kopfbau» die untere Murtenstrasse und bildet mit dem «Murtenhaus» eine «Torsituation» am Anfang des Bahnhofquartiers. Jeweils gegenüber liegen die Häuser «Aeropalace» und «FH». Das Bahnhofquartier gilt mit einheitlich geplanten Strassenzügen in der Schweiz als «einzigartig».

## Geschichte
In den Jahren 1927 bis 1948 wurde das «Bahnhofquartier» nördlich des Bahnhofs geschlossen nach Bauvorschriften des Neuen Bauens errichtet. Taini und Cattoni entwarfen einen «spannungsvoll komponierte Fassaden» mit «ausgeprägter Licht-Schatten-Wirkung». Die Flachreliefs und Sportszenen stammen von M. della Chiesa. Das Gebäude wurde im Oktober 1938 fertiggestellt. Als Vorbild für das «konsequenter gestaltete» «Olympiahaus» diente der  «voluminöse, kubische Baukörper», den Taini zwei Jahre zuvor für das «Murtenhaus» entwarf.
Das Gebäude wurde 2003 rechtswirksam im Bauinventar des Kantons als «schützenswert» verzeichnet und mit Vertrag vom 4. Dezember 2007
unter Schutz gestellt. Kulturgüter-Objekte der «Kategorie C» wurden (Stand: Juli 2022) noch nicht veröffentlicht.

## Belege
1. 1 2 3 4  Denkmalpflege des Kantons Bern: Biel/Bienne, Murtenstrasse 41. In: Bauinventar des Kantons Bern. Kanton Bern, abgerufen am 20. Januar 2024.
2. 1 2  Denkmalpflege des Kantons Bern: Biel/Bienne, Murtenstrasse 45. In: Bauinventar des Kantons Bern. Kanton Bern, abgerufen am 20. Januar 2024.

Koordinaten: 47° 8′ 3,4″ N, 7° 14′ 48,3″ O; CH1903: 585442 / 220385